# 阿馬多·卡里略·富恩特斯
阿馬多·卡里略·富恩特斯（Amado Carrillo Fuentes，1956年12月17日—1997年7月7日)是一个墨西哥毒枭，他在暗杀了他的老板拉斐尔·阿吉拉尔·瓜哈尔多之后，夺取了华雷斯贩毒集团的控制权。阿馬多·卡里略·富恩特斯被称为“天空之主”（El Señor de Los Cielos），因为他用大型喷气式飞机运送毒品。為了資助飛機運輸隊，他还通过哥伦比亚洗钱。墨西哥和美国当局開始對其展開追踪。1997年7月，他在接受了整形外科手術后，於墨西哥一家医院去世 。